# Thomas Obi
Thomas Obi (* 1932) ist ein ehemaliger nigerianischer Sprinter und Hürdenläufer.
Bei den Olympischen Spielen 1956 in Melbourne schied er über 100 m im Vorlauf aus.
1958 gewann er bei den British Empire and Commonwealth Games in Cardiff mit der nigerianischen 4-mal-110-Yards-Stafette Silber. Über 100 Yards erreichte er das Viertelfinale und über 120 Yards Hürden das Halbfinale.
Seine persönliche Bestzeit über 100 Yards von 9,5 s stellte er am 7. März 1959 in Enugu auf.